# 双树寺水库
双树寺水库是中国甘肃省张掖市民乐县境内的一座水库，位于洪水河上，建于1975年。水库正常库容为2380万立方米，集雨面积为578平方千米，海拔为2475米。